# Arcade (Marvel Comics)
Pour les articles homonymes, voir Arcade.
Arcade est un supervilain évoluant dans l'univers Marvel de la maison d'édition Marvel Comics. Créé par le scénariste Chris Claremont et le dessinateur John Byrne, le personnage de fiction apparaît pour la première fois dans le comic book Marvel Team-Up (vol. 1) #65 en janvier 1978.
C'est un ennemi récurrent des X-Men.

## Biographie du personnage
Les origines d'Arcade restent jusqu'à présent floues ; les seuls renseignements à ce sujet proviennent d'Arcade lui-même et, du fait de sa propension à inventer, plaisanter ou délirer sur ces propres histoires, cette source d'information n'est pas considérée comme fiable.
C'est un véritable génie technologique, notamment dans le domaine des équipements susceptibles de blesser ou tuer des êtres humains. C'est également un excellent informaticien qui a pu, grâce à ses dons en la matière, pénétrer plusieurs systèmes informatiques sécurisés de diverses entreprises ou organisations, qu'elles soient publiques ou privées.
Doté d'un talent certain en psychologie, il utilise cette capacité pour concevoir des scénarios élaborés afin de déstabiliser ses victimes, exploitant l’ensemble des informations qu’il a recueillies à leur sujet.

## Pouvoirs, capacités et équipement

### Pouvoirs et capacités
Arcade n'a pas de pouvoirs surhumains, mais possède une connaissances de la technologie qui frise le génie et qui est très en avance sur la science conventionnelle, en particulier dans les domaines de la robotique et de l'ingénierie mécanique et électrique. Habituellement, quand il semble être capturé, il se révèle être un robot.
Dans la série Agent X (en) #5, il a été révélé que Arcade a aussi quelques compétences médicales, dont il se servira pour sauver la vie de l'agent X.
Dans la série Avengers Arena, Arcade a facilement tenu tête à un groupe de 16 super-héros adolescents, apparemment sans avoir eu recours à des dispositifs mécaniques ou technologiques. Il a montré la capacité de créer des champs de force et s'est avéré être presque invulnérable à des explosions d'énergie sans avoir recours à un champ de force ; il a contrôlé les fonctions motrices de ses 16 captifs simultanément ; il a employé la télékinésie ; il a modifié la matière à proximité de lui pour former un trône lui permettant de s'asseoir et a fait exploser sans effort un mutant presque invulnérable, d'un simple geste.
Ces capacités sont cependant le résultat de la technologie fournie par son acolyte, Miss Coriander, et ne peuvent se manifester que dans les limites de l'Antarctica Murderworld.

### Équipement
Arcade dispose à travers le monde de plusieurs parc d'attraction géants nommés Cauchemar-Lands. Gérés par de vastes systèmes informatiques de contrôles et de communication, ceux-ci comprennent des attractions ludiques modifiées, remplacées par des pièges mortels, notamment des hologrammes et des équipements robotisés complexes. Jusqu'à présent, des Cauchemar-Lands ont été vus à New York (le premier), Londres, San Francisco et Paris, mais cette liste n’est apparemment pas exhaustive. Grâce à divers aménagements et équipements holographiques, chacun de ces parcs est soigneusement dissimulé. Même la police, ayant pourtant reçu l’adresse exacte d’un Cauchemar-Land, fut incapable d'en repérer un.
En permanence à la recherche des dernières technologies (de manière légale ou non) afin d’améliorer ses parcs, Arcade a miniaturisé son concept à l’intérieur d’un semi-remorque, et imagina même une version à l’échelle d’une petite île. Se considérant comme l’assassin le plus inventif, il a accepté de prêter à d'autres individus ses équipements à des fins d’entraînement, à condition que la personne soit prête à risquer sa vie. Malgré sa complexité technique, un Cauchemar-Land ne nécessite que trois personnes pour être dirigé.
Concernant les technologies utilisées par Arcade dans ses parcs, on peut citer des systèmes de réalité virtuelle (agissant sur les ondes cérébrales), des systèmes holographiques d’origine shi’ar (comme ceux présents dans la « Salle des Dangers » des X-Men), des systèmes de transmutation capables de transformer les êtres vivants en programmes informatiques et vice versa, ou encore des robots sophistiqués qui peuvent imiter l’apparence, le son et l’odeur de ceux qu'ils copient. Pour ces parcs, Arcade a développé des milliers d’armes, capables de tuer ou de paralyser, dont il se sert ordinairement comme pièges mortels installés dans ses Cauchemar-Lands, même s’il lui arrive de les utiliser par lui-même de temps en temps. Son arme de dernier recours est la boutonnière de sa veste, qui peut émettre un gaz soporifique qui rend instantanément inconscient celui qui respire le gaz.
Afin de capturer ses proies, il a modifié un camion benne lui permettant d'emprisonner ses victimes dans la grue relevant normalement les poubelles, alors qu’un gaz soporifique est émis simultanément afin de les rendre inconscientes.
Pour se déplacer à travers le monde, il dispose aussi d'un prototype d'avion Boeing 747 qu’il a lui-même modifié.

## Versions alternatives

### Secret Wars(2015)
Dans le monde de Battleworld, Arcade a créé le Killiseum, une arène où il organise des combats à mort. C’est là où s’affrontent notamment un Thaddeus Ross devenu War Machine et la version de Taskmaster de cette réalité.

## Apparitions dans d'autres médias
Sauf indication contraire, les informations mentionnées dans cette section peuvent être confirmées par la base de données cinématographiques IMDb,  présente dans la section « Liens externes ».

### Télévision
- 2001 : X-Men: Evolution (série d'animation) - Il s'agit d'un simple étudiant sans mauvaise intention qui s'est fait charmer par Mystique. Il est cependant extrêmement doué en informatique et parvient à pirater Cerebro, l'ordinateur du professeur X, sans grande peine.
- 2012 : Ultimate Spider-Man (série d'animation) - Dans cette version, c'est un mutant pouvant parler aux ordinateurs. Il a failli provoquer la Troisième Guerre mondiale pour s'amuser. Captain America, Spider-Man et Wolverine tentent de l'arrêter.